# La Loge-aux-Chèvres
La Loge-aux-Chèvres é uma comuna francesa na região administrativa de Grande Leste, no departamento de Aube. Estende-se por uma área de 2,82 km². Em 2010 a comuna tinha 91 habitantes (densidade: 32,3 hab./km²).